# Dysphania sumatrensis
Dysphania sumatrensis là một loài bướm đêm trong họ Geometridae.